# استان ولین
استان ولین (به اوکراینی: Волинська область) از استان‌های شمال غربی اوکراین است و مرکز این استان شهر لوتسک می‌باشد.

## شهرهای استان

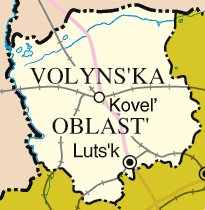

- لوتسک
- کوول
- نوفوفولینسک
- وولودیمیر-وولینسکیی
- کیورتسی
- روژیشچه
- کامین-کاشیرسکی
- لیوبومل
- هوروخیف
- اوستیلوه
- برستچکو